# Dicranota stenomera
Dicranota (Rhaphidolabis) stenomera là một loài ruồi trong họ Pediciidae. Chúng phân bố ở vùng Indomalaya.